# Chausseehaus Sylbitz

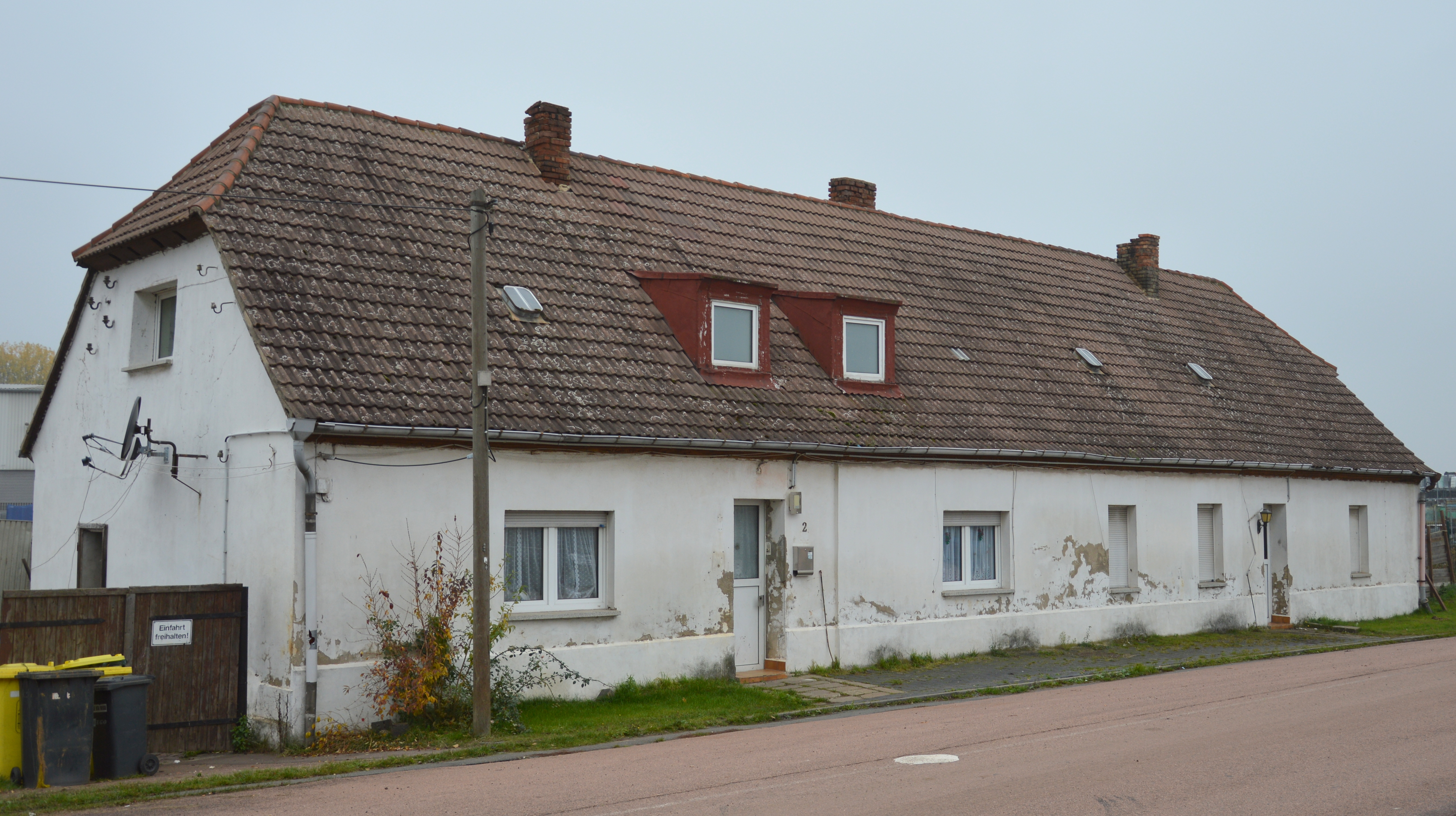
Chausseehaus am alten Verlauf der Bundesstraße 6

Das Chausseehaus Sylbitz ist ein denkmalgeschütztes Chausseehaus im Ortsteil Beidersee der Gemeinde Petersberg in Sachsen-Anhalt. Im örtlichen Denkmalverzeichnis ist es unter der Erfassungsnummer 094 97859 als Baudenkmal verzeichnet.

## Geschichte
Das langgezogene Chausseehaus wurde 1797 durch das Königreich Preußen errichtet. Am Chausseehaus verlief damals die Magdeburger Chaussee von Magdeburg über Halle nach Leipzig entlang. Als Zollgebäude sollte es durch die Einnahme von Wegegeld die Kosten des Straßenbaues und der Straßenunterhaltung refinanzieren, in dem die Weiterreise auf der Straße erst nach Zahlung des Wegegeldes ermöglicht wurde. Laut einem statistischen Bericht aus dem Jahr 1871 wohnten in dem Gebäude 14 Menschen, ein überdurchschnittlicher hoher Wert.
Heute dient das Gebäude nur noch als Wohnhaus.

## Lage
Das Chausseehaus steht nördlich von Beidersee am ehemaligen Verlauf der Bundesstraße 6. Ca. 100 m nördlich des Gebäudes befindet sich im Graben einer der wenigen erhalten gebliebenen Meilensteine. Heute steht das Chausseehaus räumlich eher bei der Ortschaft Beidersee als bei der Ortschaft Sylbitz, die Namensgeber für das Chausseehaus ist, verstärkt auch durch die Autobahnauffahrt Halle-Trotha der A 14 zwischen dem Chausseehaus und Sylbitz.